# 디스켈리움 누둠
디스켈리움 누둠(Discelium nudum)은 표주박이끼목에 속하는 이끼의 일종이다. 디스켈리움과(Disceliumceae)와 디스켈리움속(Discelium)의 유일종이다. 흔한 종은 아니지만 북반구의 냉대와 온대 기후 지역에 널리 분포한다.